# Sharks Palermo 2019
Questa voce raccoglie le informazioni riguardanti gli Sharks Palermo nelle competizioni ufficiali della stagione 2019.

## Roster
| Roster degli Sharks Palermo (2019) |
| --- |
| Quarterback - 18 Lorenzo Abbadessa - 5 Alessandro Albanese - 7 Fabrizio Giannitrapani Running Back - 25 Ignazio Spinelli - 1 Gabriele Bova HB - 32 Francesco Graziano - 24 Giuseppe Todaro Wide Receiver - 6 Emanuele Liggio - 15 Pierluca Cuvello - 80 Erik Mazzone - 85 Calogero Mondi - 3 Daniele Carella - 11 Marco Randisi Tight End - 9 Giuseppe Lo Biondo - 81 Luca Cusimano Offensive Linemen - 43 Giammauro La Porta - 70 Francesco Sapienza - 63 Manuel Lelio - 62 Alessio Randazzo - 75 Daniele Marvuglia - 73 Luca Orlando - 66 Max Guastella C - 57 Andrea del Cuore - 50 Giuseppe Marvuglia - 65 Johan Cernigliaro - 50 Gino La Porta Defensive Linemen - 45 Vito Guttuso DT - 99 Gaetano Castiglione - 51 Francesco Conti - 97 Fulvio Treppiedi Linebacker - 33 Giuseppe Gulotta - 8 Germano d'Arpa - 44 Silvio Marraffa - 89 Alessandro Speciale - 49 Francesco Falcone - 43 Marco Citarella - 12 Giuseppe Bova - 4 Michele Li Calsi - 52 Giacomo Maltese Defensive Back - 2 Andrea La Licata - 22 Andrea Cuvello CB - 29 Giulio Sposito CB - 21 Matteo Zappulla CB Special Team |

## Seconda Divisione FIDAF 2019

### Stagione regolare
| Palermo 3 marzo 2019, ore 14:01 | Sharks Palermo | 24 – 20 (7-0 6-6 0-7 11-7) referto | Bengals Brescia | C.S. Tommaso Natale (200 spett.)\| Arbitro: \| Cuppari \| |
| Arbitro:                        | Cuppari        |                                    |                 |                                                           |

| Varese 16 marzo 2019, ore 18:30 | Gorillas Varese | 35 – 20 (13-0 8-8 6-6 8-6) referto | Sharks Palermo | Jungle Field Nicolò De Peverelli (200 spett.) |

| Vedano Olona 23 marzo 2019, ore 12:00 | Skorpions Varese | 28 – 21 (0-14 20-7 8-0 0-0) referto | Sharks Palermo | Campo Sportivo Comunale (100 spett.)\| Arbitro: \| B. Jovanovic \| |
| Arbitro:                              | B. Jovanovic     |                                     |                |                                                                    |

| Palermo 14 aprile 2019, ore 14:00 | Sharks Palermo | 20 – 14 (7-7 7-0 0-0 6-7) referto | Mastiffs Canavese | C.S. Tommaso Natale (0 spett.)\| Arbitro: \| Cuppari \| |
| Arbitro:                          | Cuppari        |                                   |                   |                                                         |

| Bienate 27 aprile 2019, ore 21:15 | Blue Storms Busto Arsizio | 7 – 24 (0-0 0-7 7-7 0-10) referto | Sharks Palermo | C.S. Bienate (100 spett.)\| Arbitro: \| A. Maghini \| |
| Arbitro:                          | A. Maghini                |                                   |                |                                                       |

| Palermo 4 maggio 2019, ore 13:30 | Sharks Palermo | 29 – 40 (7-7 9-0 13-19 0-14) referto | Rhinos Milano | C.S. Tommaso Natale\| Arbitro: \| Cuppari \| |
| Arbitro:                         | Cuppari        |                                      |               |                                              |

| Palermo 18 maggio 2019, ore 14:30 | Sharks Palermo | 20 – 31 (0-0 14-14 0-10 6-7) referto | Daemons Martesana | C.S. Tommaso Natale\| Arbitro: \| Cuppari \| |
| Arbitro:                          | Cuppari        |                                      |                   |                                              |

| Desio 25 maggio 2019, ore 21:10 | Hammers Monza Brianza | 12 – 7 (6-0 6-0 0-0 0-7) referto | Sharks Palermo | C.S. Comunale (150 spett.)\| Arbitro: \| F. Garlaschi \| |
| Arbitro:                        | F. Garlaschi          |                                  |                |                                                          |

### Playoff
| Vedano Olona 8 giugno 2019, ore 21:30 | Skorpions Varese | 13 – 7 (7-0 0-0 0-0 6-7) referto | Sharks Palermo | Campo Sportivo Comunale (130 spett.)\| Arbitro: \| M. Bernardi \| |
| Arbitro:                              | M. Bernardi      |                                  |                |                                                                   |

## Statistiche di squadra
| Competizione      | %Vittorie | In casa | In casa | In casa | In casa | In casa | In casa | In trasferta | In trasferta | In trasferta | In trasferta | In trasferta | In trasferta | Totale | Totale | Totale | Totale | Totale | Totale |
| Competizione      | %Vittorie | G       | V       | N       | P       | Pf      | Ps      | G            | V            | N            | P            | Pf           | Ps           | G      | V      | N      | P      | Pf     | Ps     |
| ----------------- | --------- | ------- | ------- | ------- | ------- | ------- | ------- | ------------ | ------------ | ------------ | ------------ | ------------ | ------------ | ------ | ------ | ------ | ------ | ------ | ------ |
| Stagione regolare | .375      | 4       | 2       | 0       | 2       | 93      | 105     | 4            | 1            | 0            | 3            | 72           | 82           | 8      | 3      | 0      | 5      | 165    | 187    |
| Playoff           | .000      | 0       | 0       | 0       | 0       | 0       | 0       | 1            | 0            | 0            | 1            | 7            | 13           | 1      | 0      | 0      | 1      | 7      | 13     |
| Totale            | .333      | 4       | 2       | 0       | 2       | 93      | 105     | 5            | 1            | 0            | 4            | 79           | 95           | 9      | 3      | 0      | 6      | 172    | 200    |

## Statistiche personali

### Marcatori
| Giocatore    | Ruolo | TD rush | TD recv | TD int | TD p.ret | TD k.ret | TD oth | Xp1  | Xp2 | FG  | Saf | Totale |
| ------------ | ----- | ------- | ------- | ------ | -------- | -------- | ------ | ---- | --- | --- | --- | ------ |
| G. d'Arpa    |       | 0+0     | 0+0     | 1+0    | 0+0      | 0+0      | 0+0    | 10+1 | 0+0 | 5+0 | 0+0 | 32     |
| L. Abbadessa |       | 4+1     | 0+0     | 0+0    | 0+0      | 0+0      | 0+0    | 0+0  | 0+0 | 0+0 | 0+0 | 30     |
| P. Cuvello   |       | 0       | 5       | 0      | 0        | 0        | 0      | 0    | 0   | 0   | 0   | 30     |
| G. Todaro    |       | 4       | 0       | 0      | 0        | 1        | 0      | 0    | 0   | 0   | 0   | 30     |
| D. Carella   |       | 0       | 3       | 0      | 0        | 0        | 0      | 0    | 0   | 0   | 0   | 18     |
| L. Cusimano  |       | 0       | 1       | 0      | 0        | 0        | 0      | 3    | 0   | 0   | 0   | 9      |
| F. Graziano  |       | 1       | 0       | 0      | 0        | 0        | 0      | 0    | 0   | 0   | 0   | 6      |
| G. Sposito   |       | 0       | 0       | 1      | 0        | 0        | 0      | 0    | 0   | 0   | 0   | 6      |
| G. Lo Biondo |       | 0       | 0       | 0      | 0        | 0        | 0      | 0    | 1   | 0   | 0   | 2      |
| I. Spinelli  |       | 0       | 0       | 0      | 0        | 0        | 0      | 0    | 1   | 0   | 0   | 2      |
| A. Albanese  |       | 0       | 0       | 0      | 0        | 0        | 0      | 1    | 0   | 0   | 0   | 1      |

### Passer rating
| Giocatore    | G   | Att    | Comp | Int  | Yds     | TD  | NFL   | NCAA  |
| ------------ | --- | ------ | ---- | ---- | ------- | --- | ----- | ----- |
| L. Abbadessa | 8+1 | 197+14 | 77+7 | 11+0 | 1115+94 | 9+0 | 51,63 | 91,59 |
| A. Albanese  | 1+1 | 1+2    | 0+0  | 0+0  | 0+0     | 0+0 | 39,58 | 0,00  |
| G. d'Arpa    | 1   | 1      | 0    | 0    | 0       | 0   | 39,58 | 0,00  |